# Scott Rhein
Scott William Rhein (Finksburg, 12 giugno 1993) è un pallavolista statunitense.
Gioca nel ruolo di schiacciatore nella Dinamo Bucarest.

## Carriera
La carriera di Scott Rhein inizia nel 2006, quando entra a far parte della formazione giovanile del Maryland Volleyball Program; successivamente invece entra a far parte dell'Impact Volleyball Club, per poi iniziare la carriera universitaria, disputando la NCAA Division I dal 2012 al 2015 con la Pepperdine University; in questo periodo fa parte della nazionale under 19, vincendo la medaglia d'argento al campionato nordamericano 2010 e quella di bronzo alla Coppa panamericana 2011, e poi della selezione under 21, aggiudicandosi il campionato nordamericano 2012.
Nella stagione 2015-16 approda in Francia, dove inizia la carriera professionistica in Ligue A col Chaumont. Nella stagione seguente viene ingaggiato in Portogallo dal Fonte do Bastardo, impegnata in Primeira Divisão.
Nel campionato 2017-18 gioca nella Divizia A1 rumena con la Dinamo Bucarest.

## Palmarès

### Nazionale (competizioni minori)
- Campionato nordamericano under 19 2010
- Coppa panamericana under 19 2011
- Campionato nordamericano under 21 2012